# Коллежский юнкер
Коллежский юнкер или коллегии-юнкер — гражданский классный чин в Российской империи. Введён Генеральным регламентом от 28 февраля (10 марта) 1720 года. После введения Табели о рангах относился к XIV классу Табеля, соответствующего чину коллежского регистратора, титул - «Ваше благородие».
В период существования чина по нему жаловалось личное дворянство на гражданской службе.
По замыслу автора Табели о рангах Петра I, чин присваивался молодым людям, принятым в коллегии, конторы, присутствия для обучения (стажировки) с прикреплённым наставником. После обучения молодой человек должен был сдать экзамен в коллегии, при благоприятной сдаче экзамена его представляли в Сенате, который и давал патент на чин коллегии-юнкера. Сначала юнкера принимались в коллегии сверх штата и первоначально только из числа недорослей дворянских, они состояли кандидатами на замещение открывавшихся низших вакансий.
Введённый позже внеклассный чин титулярного коллегии-юнкера для учащихся при коллегиях приравнивался к внеклассным канцеляристам, отличаясь от них только отсутствием конкретных служебных обязанностей.
Таким образом, чин коллежского юнкера на практике открывал возможность поступления на гражданскую службу и получения личного дворянства недорослям из податных сословий — сыновьям мещан и купцов чин присваивали без каких-либо ограничений.
По Указу Екатерины II о порядке производства и отставки статских чинов от 1765 года присвоение дворянства по этому чину было прекращено. Вскоре после этого императрицей было принято решение, что лицам, закончившим гимназию или духовную семинарию, после окончания учебного заведения автоматически присваивается чин коллежского регистратора. Принимать на гражданскую службу без наличия вакансий по указу было запрещено, поэтому дальнейшее существование чина коллежского юнкера (коллегии-юнкера) потеряло смысл.
Попытки императора Павла I в 1797 году восстановить этот чин были сопряжены с ограничением вакансий по каждой коллегии. Это было связано с тем, что коллежские юнкера (коллегии-юнкера) стали получать денежные выплаты за чин.
Чин сохранился после министерской реформы 1802 года в ведомствах, сохранивших коллежский порядок службы.
Чин коллежского юнкера(коллегии-юнкера) вышел из употребления после реформы 1822 года, когда были установлены конкретные требования к образовательному уровню чиновников, а их подготовка перенесена в учебные заведения.